# أريوبرزان الفريجي
أريوبرزان (في الإغريقية Ἀριoβαρζάνης)، (الفارسية القديمة: آريوبرزن، أريوبردنا) آريو برزن أو تهجى أريو برزان أو آريو بارزان، ربما يشير إلى «تعظيم الإريان»  (الوفاة: صُلب حوالي 362 ق.م)، يعرف أحيانًا باسم أريوبرزان الأول من كيوس، كان ساتراب فارسيًا لإقليم فريجيا وقائدًا عسكريًا وقائد ثورة التحرير وأول حاكم معروف من سلالة حكام المدينة اليونانية كيوس التي سيخرج منها في النهاية ملوك البنطس في القرن الثالث قبل الميلاد.
ومن الواضح أن أريوبرزان كان عضوًا عسكريًا في أسرة أخمينيون، وخصوصًا فرعها الذي استقر لحكم دسيليوم في مضيق هيلسبونت (الدردنيل) في سبعينيات القرن الخامس قبل الميلاد. وتقع مدينة كيوس بالقرب من دسيليوم، ويبدو أن كيوس كانت حصة من أملاك عائلية لفرع أريوبرزان.
يدعى سلف أريوبرزان (أحد أقاربه) ميثريدتس (ربما يكون ميثريدتس، ساتراب كبادوكيا). وادعى عالم الآثار والتر جوديتش أن أريوبرزان كان ابن ميثريدتس، ولكن بريان سي ماكجينج كذّب هذه البنوة بالتحديد. وفيما يبدو، فإنه لا يوجد مصدر كلاسيكي يذكر أنهما ابن وأبوه، ولكن هذه البنوة تمثل إعادة تنظيم أجريت لاحقًا على أساس الخلافة.
فارنابازوس، ساتراب فريجيا (فترة الازدهار 413 - 373 ق.م)، ابن فارناسيز حاكم فريجيا، يشار إلى مشاركته حكمه ومقاطعاته مع أشقائه في أواخر القرن الخامس قبل الميلاد عندما تولى فارنابازوس الحكم أخيرًا. وربما كان ميثريدتس، ساتراب كبادوكيا، أحد هؤلاء الأشقاء. وكذلك، ربما كان أريوبرزان أحد هؤلاء الأشقاء.
يروي المصدر الكلاسيكي لـأبيان أن أريوبرزان كان أحد ملوك سلالة أسرة الملك الفارسي العظيم داريوس (دارا العظيم).
يحتمل جدًا أنه هو نفسه أريوبرزان الذي كان، حوالي عام 407 ق.م، الرسول الفارسي إلى ولايات المدينة الإغريقية وطور علاقة الصداقة بين أثينا وأسبرطة.
وسمح أريوبرزان بدخول السفراء الأثينيين إلى مدينة كيوس البحرية في ميسيا في عام 405 ق.م، بعد منعهم من الدخول لمدة ثلاث سنوات بأمر من قورش الأصغر.
تم ذكر أريوبرزان على أنه كان نائب ساتراب في الأناضول في أواخر القرن الخامس قبل الميلاد. ويبدو أنه خلف قريبه المفترض (احتمال أن يكون شقيقه الأكبر) فارنابازوس (فترة الازدهار 413 - 373 ق.م) ليصبح ساتراب فريجيا وليديا، وقد عينه فارنابازوس بنفسه عندما رحل إلى المحكمة الفارسية للزواج بأباما ابنة ملك الفرس. وبالتالي، أصبح أريوبرزان ساتراب هلسبوتين فريجيا، التي تقع الآن في شمال غرب تركيا. وعاش فارنابازوس حتى سبعينيات القرن الرابع قبل الميلاد؛ حيث تولى مناصب في الملكية الفارسية أعلى من ساتراب فريجيا.
ساعد أريوبرزان أنتالسيداس في عام 388 ق.م. ويبدو أنه ما زال يتولى بعض المناصب العليا في المحكمة الفارسية في عام 368 ق.م، حيث وجدناه، على ما يبدو نيابةً عن الملك، يرسل سفيرًا إلى اليونان في تلك السنة. وقد ثار أريوبرزان، الذي دعاه ديودورس ساتراب فريجيا ونيبوس ساتراب ليديا وإيونيا وفريجيا، ضد الملك أرتحشستا الثاني في عام 362. ويذكر ديموستيني أن أريوبرزان وأولاده الثلاثة أصبحوا مؤخرًا مواطنين أثينيين. ويذكره مجددًا في السنة التالية ويقول إن الأثينيين أرسلوا تيموثيوس لمساعدته؛ ولكن عندما رأى الجنرال الأثيني أن أريوبرزان في ثورة صريحة ضد الملك، رفض مساعدته.
عندما أراد ابن فارنابازوس، أرتابازوس الثاني ملك فريجيا، استعادة عرش أبيه من أقاربه، رفض أريوبرزان. وفي النهاية، في حوالي عام 366 ق.م، انضم أريوبرزان إلى ثورة فاشلة قام بها ساتراباتات الأناضول الغربية ضد الملك الأخميني أرتحشستا الثاني (ثورة الساتراباتات). ووقف العديد من الساتراباتات الآخرين إلى جانب أريوبرزان، من بينهم موسولوس حاكم كاريا وأورونتيس الأول حاكم أرمينيا وأوتوفراديتس حاكم ليديا وداتاميس حاكم كبادوكيا. وحظي ساتراباتات التمرد بدعم فرعون مصر تيوس، بالإضافة إلى ولايات المدن اليونانية، فضلاً عن قدوم الملك الأسبرطي إجسلاوس الثاني لمساعدتهم مع قوات ملكية. ولإثبات التعاطف مع هذا المجهود، منحت أثينا أريوبرزان وأولاده الثلاثة الجنسية الأثينية. وتعرض أريوبرزان لخيانة ابنه ميثريدتس لصالح السيد الأعلى الملك الفارسي  الذي صلب أريوبرزان.

## الملاحظات
1. ↑  Dandamayev، M. A. "Ariobarzanes". Encyclopedia Iranica. مؤرشف من الأصل في 2019-05-24. اطلع عليه بتاريخ 2013-05-09. {{استشهاد بموسوعة}}: الوسيط author-name-list parameters تكرر أكثر من مرة (مساعدة)
2. ↑  Xenophon, Hellenica, i. 4 .7 نسخة محفوظة 2020-08-12 على موقع واي باك مشين.
3. ↑  Xenophon, Hellenica, v. 1 .28 نسخة محفوظة 2020-08-12 على موقع واي باك مشين.
4. ↑  Xenophon, Hellenica vii. 1. 27 نسخة محفوظة 2020-08-12 على موقع واي باك مشين.
5. ↑  Diodorus, xv. 90 نسخة محفوظة 24 سبتمبر 2008 على موقع واي باك مشين.
6. ↑  Nepos, “Datames,” 2 The Tertullian Project نسخة محفوظة 07 نوفمبر 2017 على موقع واي باك مشين.
7. ↑  Demosthenes, “Against Aristocrates” Tufts University, Tufts University نسخة محفوظة 16 يناير 2020 على موقع واي باك مشين.
8. ↑  Demosthenes, “For the Liberty of the Rhodians” نسخة محفوظة 16 يناير 2020 على موقع واي باك مشين.
9. ↑  Xenophon, Cyropaedia viii. 8; Aristotle, v. 10 نسخة محفوظة 21 أبريل 2020 على موقع واي باك مشين.